# Osobowość
Osobowość – wewnętrzny system regulacji pozwalający na adaptację i wewnętrzną integrację myśli, uczuć i zachowania w określonym środowisku w wymiarze czasowym (poczucie stabilności). Jest to zespół względnie trwałych cech lub dyspozycji psychicznych jednostki, różniących ją od innych jednostek.
Osobowość – stosunkowo stałe cechy, dyspozycje czy właściwości jednostki, które nadają względną spójność jej zachowaniu.
Osobowość jest także definiowana jako charakterystyczny, względnie stały sposób reagowania jednostki na środowisko społeczno-przyrodnicze, a także sposób wchodzenia z nim w interakcje.
Osobowość – zespół stałych i zmiennych cech psychofizycznych, które są związane z wszystkimi działaniami, doznaniami i potrzebami osoby na poziomie fizjologicznym, charakteru, intelektu i duchowym.

## Opis
Nie jest jedynym wyznacznikiem działania – to, co i jak człowiek robi, zależy też od doraźnego stanu fizycznego i psychicznego, emocji, stopnia przygotowania do danego działania, motywacji, wiedzy i umiejętności czy warunków aktualnej sytuacji. Przykładowo analizy tego jak dobrze można przewidywać poziom wykonania pracy (ang. job performance) na podstawie testów osobowości, prowadzone w ramach najlepiej przebadanego w środowisku biznesowym modelu osobowości tzw. Wielkiej Piątki pokazały, że w zestawieniu z testami zdolności poznawczych (ang. General Mental Abilities), osobowości ma relatywnie niską wartość predykcyjną. Najsilniej powiązana z jakością pracy cecha osobowości - sumienności zwiększała trafność predykcyjną o ok. 8%, a otwartość na doświadczenia o ok. 6% pozostałe cechy, czyli ekstrawersja, ugodowość i stabilność emocjonalna pozwalały poprawić jakość przewidywania o mniej niż ok. 1% zmienności w zakresie poziomu wykonania pracy. Oznacza to, że mając jedynie wynik w teście osobowości pracownika, nie jesteśmy w stanie dokładnie przewidzieć, jak pracownik ten będzie się w pracy zachowywał.

## Rozwój osobowości
Osobowość kształtowana jest przez całe życie, szczególnie w okresie dzieciństwa oraz młodości poprzez wpływ bodźców zewnętrznych w procesie socjalizacji, a także własnej aktywności jednostki. Istotną rolę odgrywają tu również wrodzone cechy biofizyczne. Kształtuje się przez doświadczenia, kontakty z osobami znaczącymi dla danej jednostki, role społeczne pełnione przez daną osobę, a także wydarzenia powtarzające się lub wyjątkowo silne.
Rozwija się stopniowo. W rezultacie utworzenia się osobowości człowiek osiąga zdolność przetwarzania napływających informacji, dzięki czemu tworzy sobie obraz świata i siebie, integruje techniki i sposoby ustosunkowania się do przedmiotów, osób, sytuacji, przez co jego zachowanie nabiera cech stałości i powtarzalności.
Za przejaw zatrzymania rozwoju osobowości jednostki, uważa się nerwicę.
Mimo że teorie cech osobowości zakładają często ich znaczną niezmienność w dorosłości, część badań empirycznych wskazuje, że w cyklu życia, lub np. w rezultacie psychoterapii bądź traumatycznych urazów, jak ilustruje przypadek Phineasa Gage'a, cechy te mogą jednak ulegać poważnym zmianom.

### Teorie osobowości
Teorie osobowości są ogólnymi teoriami zachowania. Tym odróżniają się od większości innych teorii psychologicznych, takich jak np. teorie spostrzegania, teorie uczenia się, teorie rozróżniania bodźców, które są teoriami jednej dziedziny i ograniczają się do mniejszego zakresu zachowań.
Różnorodne poglądy na konstrukcję osobowości człowieka doprowadziły do powstania licznych teorii:
- Psychodynamiczne
  - Teoria freudowska – w procesie kształtowania osobowości kładzie nacisk na doświadczenie zdobyte w dzieciństwie, popędy biologiczne oraz stosunki z rodzicami; (zobacz też psychoanalityczna teoria osobowości);
  - Teorie neopsychoanalityczne – podkreślają znaczenie podstawowych popędów oraz interakcji społecznych w kształtowaniu osobowości jednostki. Przedstawiciele: Carl Jung, Alfred Adler, Harry Stack Sullivan, Karen Horney, Erik Erikson;
- Teorie pola – traktują organizm jako całość, kładąc nacisk na dążenie jednostki do zaspokojenia podstawowego popędu jakim jest popęd samorealizacji. Przedstawiciele: Kurt Goldstein;
- Teorie czynnikowe – przedstawiają osobowość jako zbiór cech lub charakterystycznych sposobów zachowania, odczuwania, reagowania. Przedstawiciele: Joy Paul Guilford, Raymond Cattell, Hans Eysenck, Paul T. Costa i Robert R. McCrae.
- Teorie uczenia się – podkreślają czynniki sytuacyjne wywołujące określone zachowania oraz warunki wzmacniające owe zachowania. Przedstawiciele: Iwan Pawłow, Burrhus Skinner, Edward Thorndike, John Watson, John Dollard, Neal Miller, Leonard Berkowitz.
  - Teoria uczenia się społecznego – zwraca uwagę na społeczny aspekt kształtowania się osobowości, tj. bodźce i wzmocnienia społeczne. Przedstawiciele: Albert Bandura, Julian Rotter.
- Teorie humanistyczne – Abraham Maslow, Carl Rogers, Frederick Perls, Kazimierz Dąbrowski;
- Teorie systemowe – Milton Erickson, Oscar Ichazo, Virginia Satir, Marian Mazur, (Systemowa teoria osobowości).

## Typy osobowości według modelu DISC
Model zakłada 4 główne typy osobowości:
1. Osobowość dominująca - charakteryzuje osobę aktywną i zorientowaną na zadania. Taka osobowość jest pobudzana przez wyzwania. Nie mają zdolności koncentrowania się na powtarzalnych zadaniach.
2. Osobowość inicjatywna - profil tej osoby jest aktywny i nakierowany na ludzi. Brakuje im zdolności organizowania pracy, szczególnie priorytetyzacji zdań, skrupulatności, koncentracji. Łatwo nawiązuje kontakty, jest empatyczna, ma zdolności perswazyjne i potrafi motywować innych.
3. Osobowość stała - osobowość nastawiona na ludzi i reaktywna. Chętnie współpracuje z innymi lecz wolą mieć stałych współpracowników. Są skrupulatne w przestrzeganiu procedur. Brakuje im zdolności szybkiej adaptacji do zmian. Umiejętności naturalne to zdolność do aktywnego słuchania, wytrwałość w dążeniu do celu, lojalność i cierpliwość.
4. Osobowość skrupulatna - nakierowana na zadania i reaktywna. Liczy się dokładność i jakość wykonanej pracy. Opanowana i krytyczna. Umiejętności naturalne to dyplomacja, rzeczowa argumentacja, organizowanie i planowanie pracy.

## Narzędzia służące do badania i opisu osobowości
W praktyce terapeutycznej i naukowo-badawczej wykorzystywany jest szereg narzędzi psychometrycznych, które służą do badania i opisu osobowości. Ułatwiają one diagnostykę i różnicowanie, jak również pozwalają na monitorowanie zmian dotyczących równych aspektów osobowości. Do często stosowanych narzędzi tego typu należą: Minnesocki Wielowymiarowy Inwentarz Osobowości MMPI-2, Inwentarz Osobowości NEO-FFI, Kwestionariusz Osobowości Eysencka EPQ-R, Kwestionariusz osobowości nerwicowej KON-2006, Kwestionariusz osobowości Cattela 16PF, Lista Przymiotnikowa ACL.
Dostępne są także darmowe lub częściowo darmowe (np.: do celów badawczych, niekomercyjnych) testy osobowości o rzetelnym podłożu naukowym np.: HEXACO-PI-R, International Personality Item Pool (IPIP), TEN ITEM PERSONALITY MEASURE (TIPI), The BFI-10, INTERNATIONAL PERSONALITY ITEM POOL POLISH VERSION.